# Marianne Hoppe
Marianne Stefanie Paula Henni Gertrud Hoppe, född 26 april 1909 i Rostock i Tyskland, död 23 oktober 2002 i Siegsdorf i Oberbayern, var en tysk skådespelerska.

## Biografi

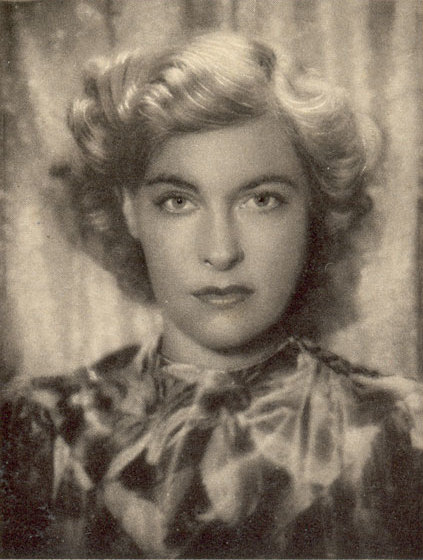
Marianne Hoppe, 1935.

Marianne Hoppe var dotter till godsägaren Gustav Hoppe och hans fru Margarethe, född Küchenmeister. Hon växte upp på godset Felsenhagen i Ostprignitz, idag Landkreis Prignitz. Hon gick 1924–1926 på Königin-Luise-Stift i Berlin och därefter på Weimars handelsskola. Marianne Hoppe tog teaterlektioner för Lucie Höflich och debuterade 1928 på Bühne der Jugend Berlin.
Hon började sin teaterkarriär på 1930-talet, Hon spelade 1928–1930 på Deutsches Theater i Berlin under Max Reinhardt, 1930–1932 på Neues Theater i Frankfurt am Main och 1932–1934 på Münchner Kammerspiele. Från 1935 var hon engagerad på Schauspielhaus Berlin under intendenten Gustaf Gründgens. Hon var gift med honom i ett lavendeläktenskap 1936–1946 för att skydda honom från myndigheterna på grund av hans homosexualitet, och sig själv eftersom hon var bisexuell, och för att befordra sin karriär. År 1946 fick hon sitt enda barn, sonen Benedikt Hoppe, med en brittisk officer. Hon levde under 1970-talet tillsammans med skådespelaren Anni Mewes. 
Marianne Hoppe blev berömd som stjärna på Universum Film AG med många betydande filmroller. 
Efter andra världskriget arbetade hon mest med teater och var engagerad för Düsseldorfer Schauspielhaus, Deutsches Schauspielhaus i Hamburg samt teatrarna i Bochum och Frankfurt am Main.

## Filmografi
- 1937 – Kapriolen
- 1939 – Effi Briest
- 1941 – Vi ses igen, Franziska!
- 1943 – Det gåtfulla leendet
- 1950 – Natt i glädjekvarteret
- 1965 – Ten Little Indians

## Dokumentärfilm om Marianne Hoppe
- Die Königin – Marianne Hoppe, 1999/2000, med Werner Schroeter som regissör